# Debstedt

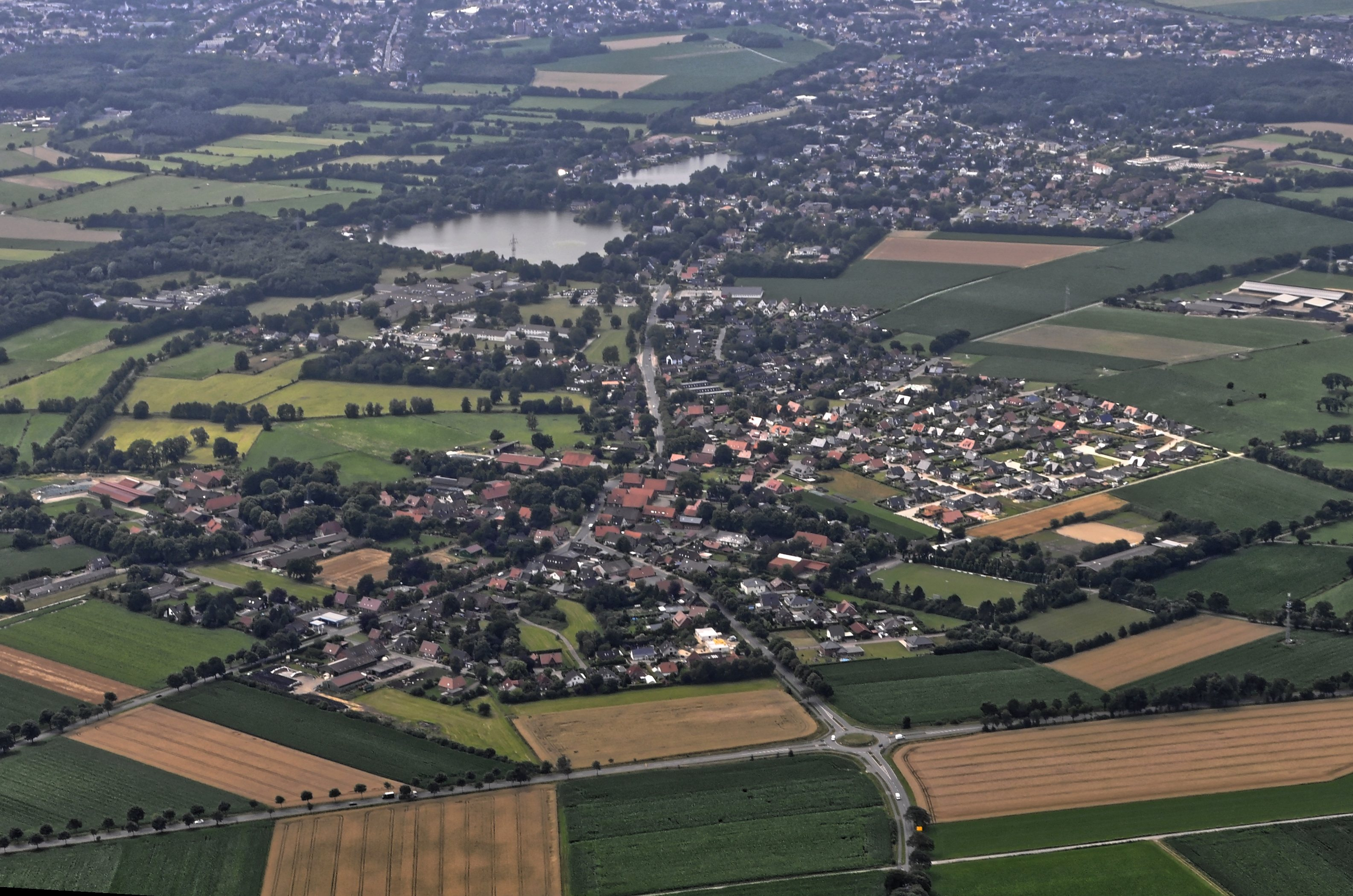
Debstedt von oben

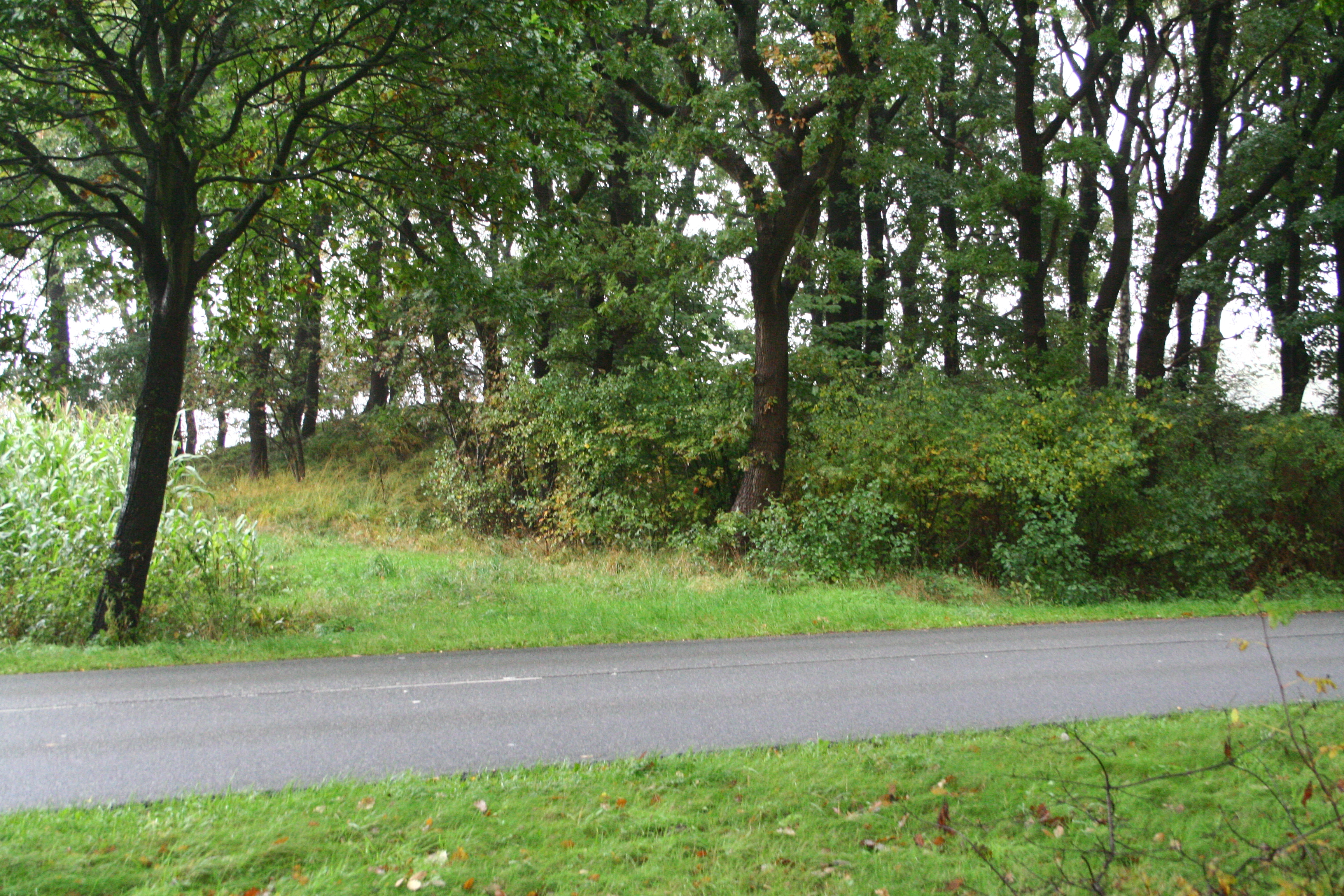
Grabhügel von Debstedt

Debstedt (niederdeutsch Debst) ist eine Ortschaft in der Stadt Geestland im niedersächsischen Landkreis Cuxhaven.

## Geografie
| Sievern                                     |                                             | Hymendorf                            |
| Langen                                      | Kompassrose, die auf Nachbargemeinden zeigt | Drangstedt                           |
| Stadt Bremerhaven (Freie Hansestadt Bremen) |                                             | Wehden (Einheitsgemeinde Schiffdorf) |

(Quelle:)

## Geschichte
Das Kirchdorf besteht seit dem 11. Jahrhundert und war vor wenigen Jahrhunderten ein regionaler Mittelpunkt und Marktort der Börde Debstedt im Amt Bederkesa. Die Börde umfasste die Kirchspiele Holßel und Debstedt. Um 797 ließ Karl der Große die erste Kirche errichten, die zur Wallfahrts- und Wehrkirche wurde.
Die Dionysiuskirche Debstedt wurde um 1200 gebaut und nach einem Brand 1913 wiedererbaut. Im einflussreichen Kirchspiel Debstedt waren ebenfalls Debstedterbüttel, Langen, Sievern, Wehden, Laven und Spaden eingepfarrt. Heute gehören nur noch Debstedt, Sievern und Wehden dazu.
Während der Franzosenzeit gehörte Debstedt zur Kommune Lehe. Nach dem Sieg über Napoleon wurde das Amt Bederkesa wiederhergestellt und Debstedts Zugehörigkeit dazu ebenfalls. 1840 bekam das Dorf den Status einer Landgemeinde.
Nach der Auflösung des Amtes gehörte die Gemeinde zum Amt Lehe (1852–1885), Kreis Lehe (1885–1932), Landkreis Wesermünde (1932–1977) beziehungsweise Landkreis Cuxhaven.
Bei einem Brand am 13. Juli 1912 wurde die Dionysiuskirche weitgehend zerstört sowie 26 von 56 vorhandenen Wohnhäusern und Gehöften des Dorfes.
Ende der 1950er Jahre wurde die Stadtbuslinie L der Verkehrsgesellschaft Bremerhaven AG (VGB) von Friedrichsruh bis zur Gemeindegrenze Langen/Debstedt verlängert.
Durch Debstedt verkehren die Linien 504, 505, 525 und NL. Des Weiteren ist der Ort über ein Anruf-Sammel-Taxi (AST) an den öffentlichen Personennahverkehr angebunden.

### Eingemeindungen
1971 schloss sich die Kommune als Mitgliedsgemeinde der Samtgemeinde Langen an. Seit der Gebietsreform in Niedersachsen, vom 1. März 1974 gehörte Debstedt zur Gemeinde Langen.
Seit dem 1. Januar 2015 ist Debstedt eine Ortschaft der neugegründeten Stadt Geestland.

### Einwohnerentwicklung
| Jahr | Einwohner | Quelle |
| ---- | --------- | ------ |
| 1910 | 0472      | [ 7 ]  |
| 1925 | 0564      | [ 8 ]  |
| 1933 | 0657      | [ 8 ]  |
| 1939 | 0664      | [ 8 ]  |
| 1950 | 1204      | [ 9 ]  |

| Jahr | Einwohner | Quelle |
| ---- | --------- | ------ |
| 1956 | 1075      | [ 9 ]  |
| 1961 | 1058      | [ 10 ] |
| 1970 | 1189      | [ 10 ] |
| 1973 | 1169      | [ 11 ] |
| 2017 | 2064      | [ 12 ] |

|  |

## Politik

### Ortsrat
Der Ortsrat von Debstedt setzt sich aus sieben Ratsmitgliedern der folgenden Parteien zusammen:
| Wahljahr | BFG | CDU | SPD | Grüne | Gesamt  |
| -------- | --- | --- | --- | ----- | ------- |
| 2021     | 3   | 2   | 1   | 1     | 7 Sitze |

(Stand: Kommunalwahl 12. September 2021)

### Ortsbürgermeister
Der Ortsbürgermeister von Debstedt ist Bernd Krüger (BFG). Sein Stellvertreter ist Marco Kolle (BFG).

### Wappen
Der Entwurf des Kommunalwappens von Debstedt stammt von dem Heraldiker und Wappenmaler Gustav Völker, der zahlreiche Wappen im Landkreis Cuxhaven erschaffen hat.
| Wappen von Debstedt | Blasonierung: „In Blau auf zwei silbernen liegenden, abgewandten Löwen zwei zottige, goldene Männer, ein goldenes gotisches Taufbecken auf ihren Schultern tragend.“ |
| Wappen von Debstedt | Wappenbegründung: Das 1497 gegossene Taufbecken in der Kirche ist ein Wahrzeichen der Gemeinde.                                                                      |

## Kultur und Sehenswürdigkeiten

### Bauwerke
- Dionysiuskirche aus dem 12. Jahrhundert mit Taufbecken von 1497
- Schriefers Herrenhaus
- Haus des Heimatmuseums

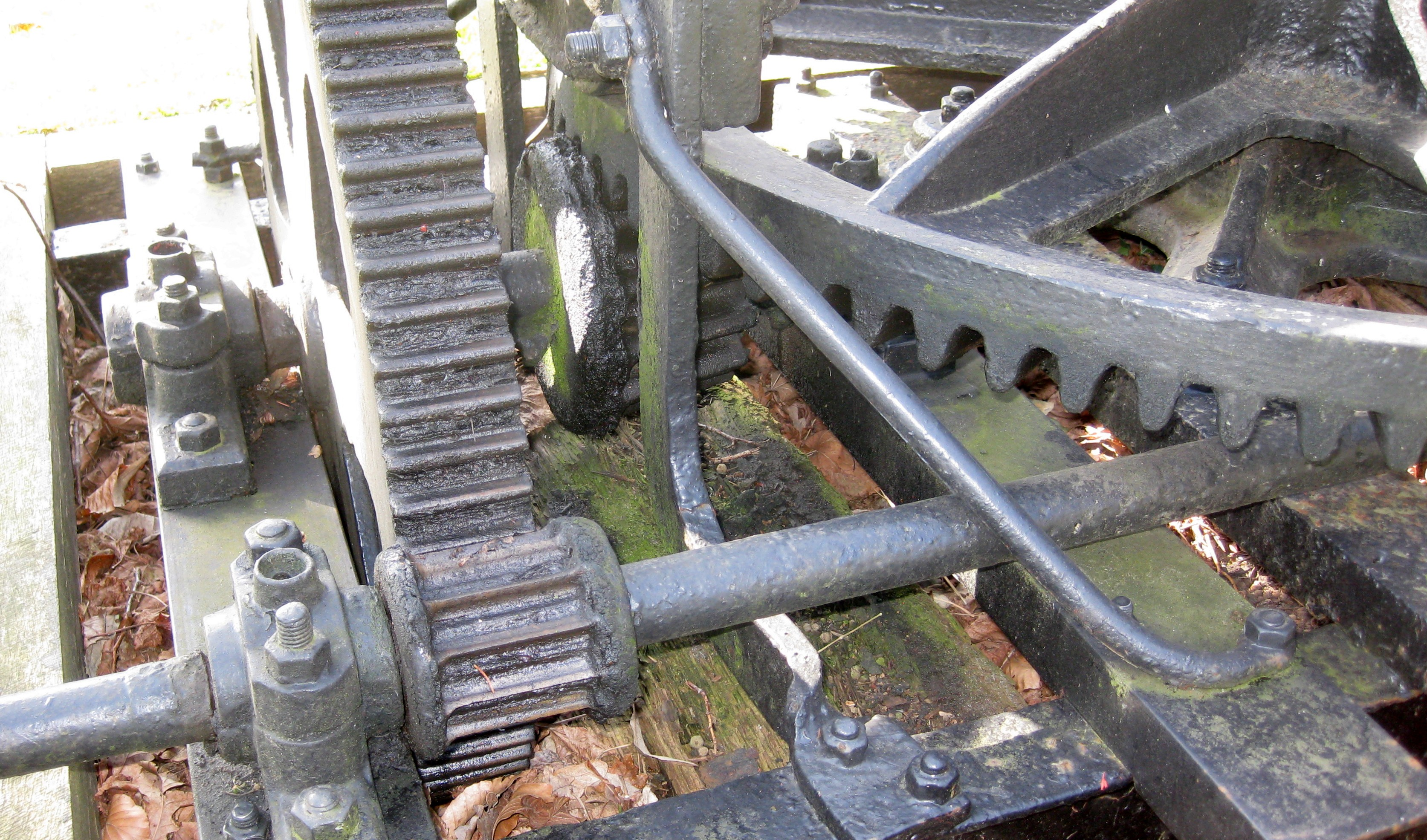
Getriebe des Göpels vor dem Heimatmuseum in Debstedt
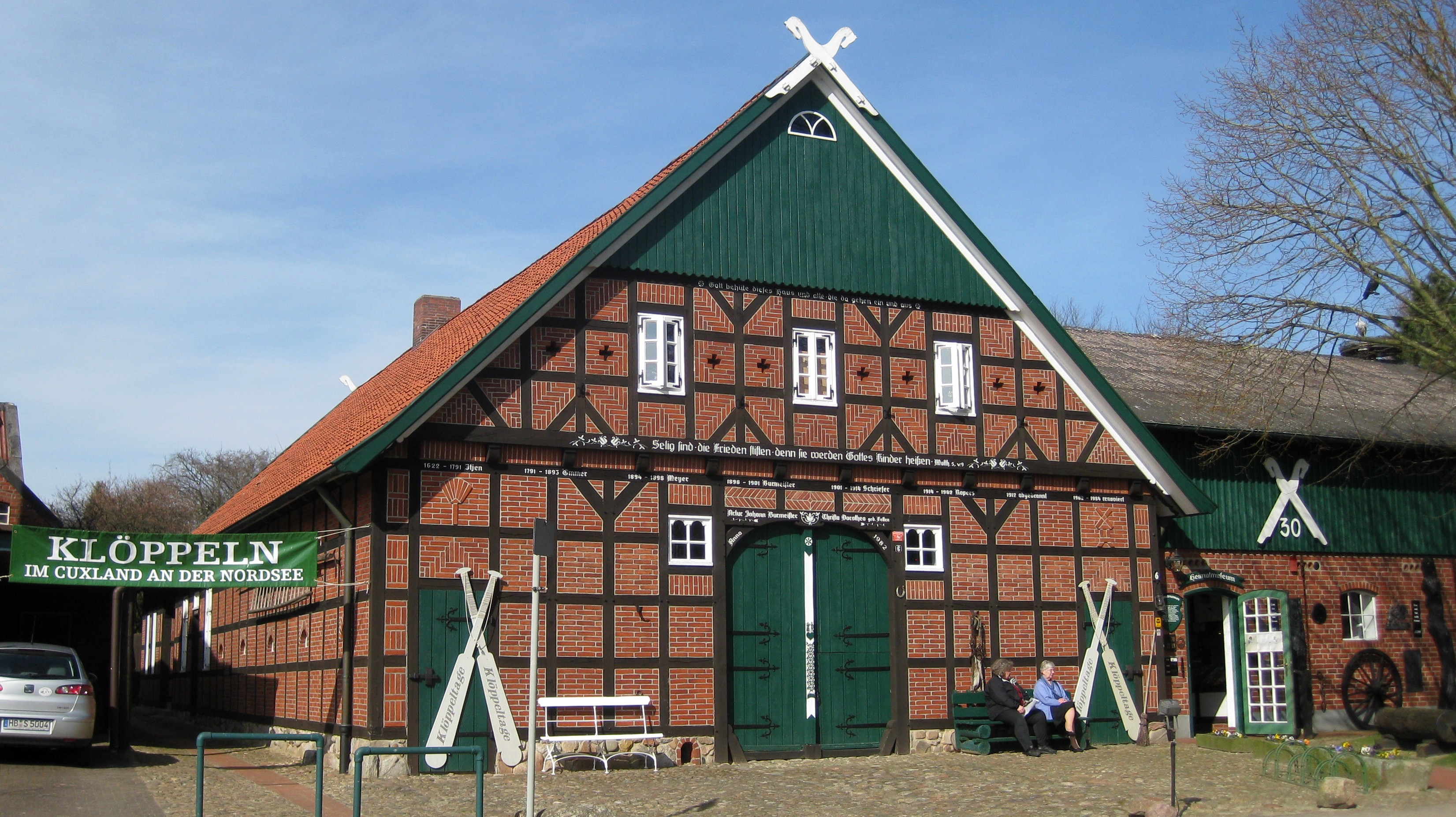
Heimatmuseum in Debstedt
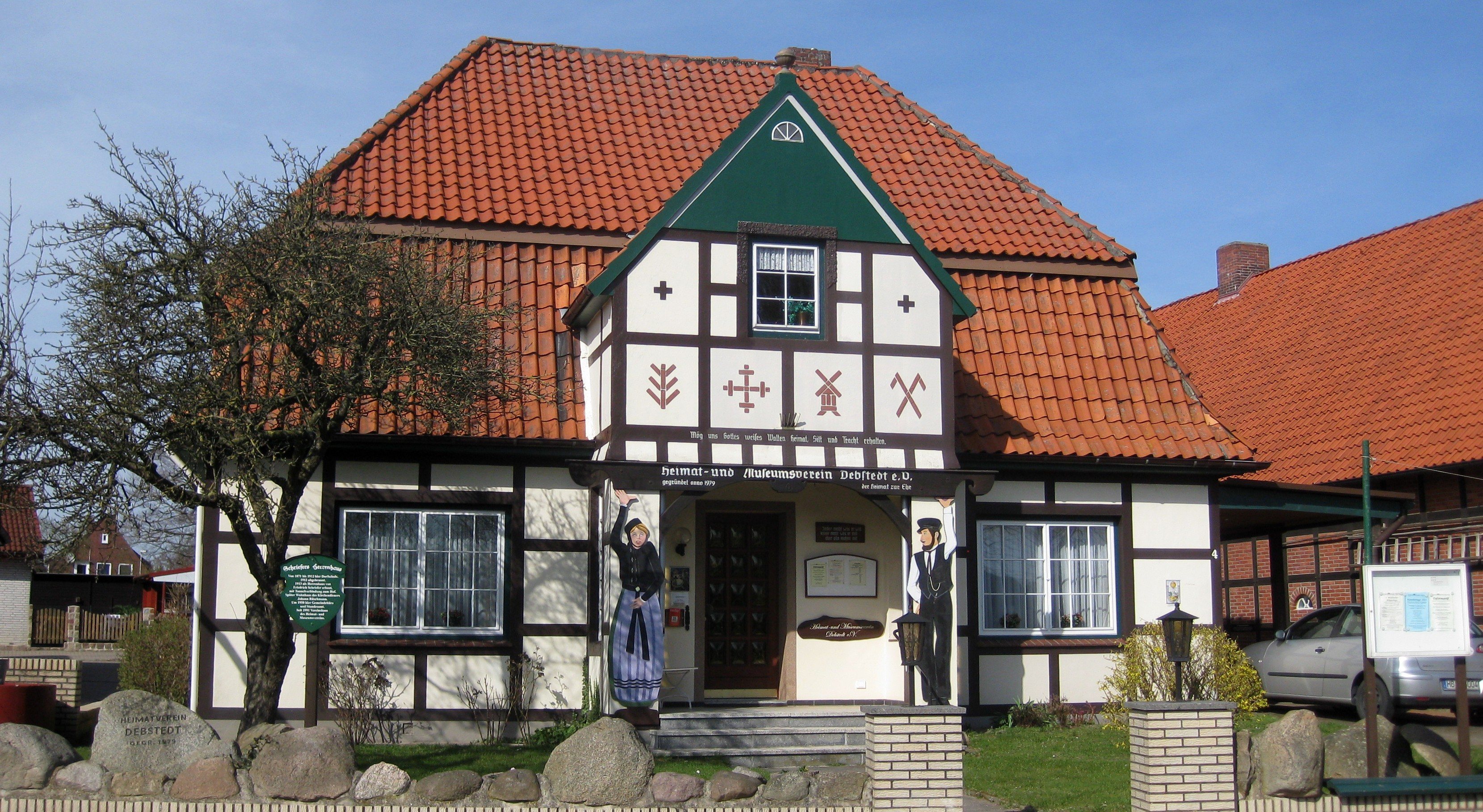
Schriefers Herrenhaus, das Haus des Heimat- und Museumsvereins
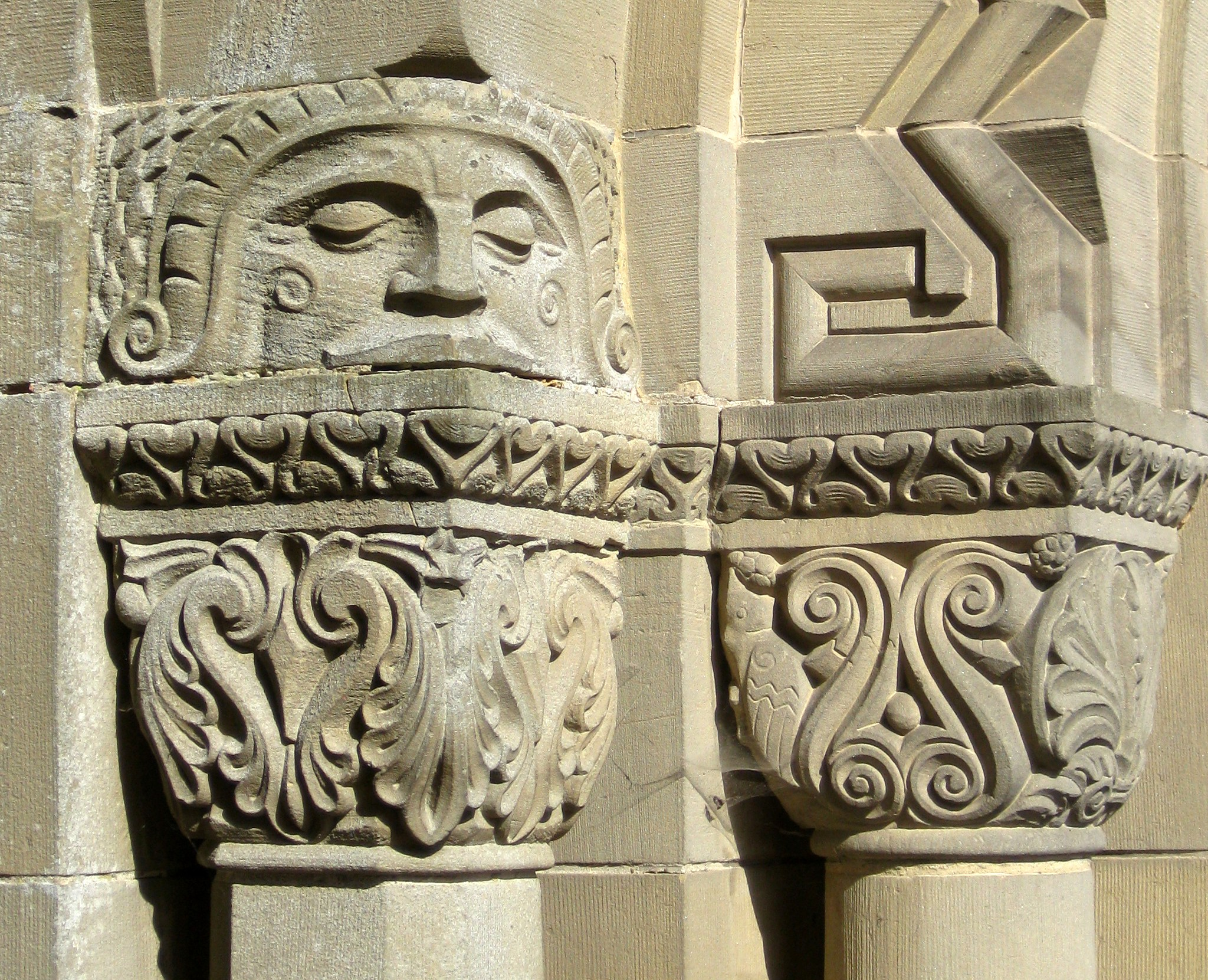
Kapitell am Eingang der Dionysiuskirche
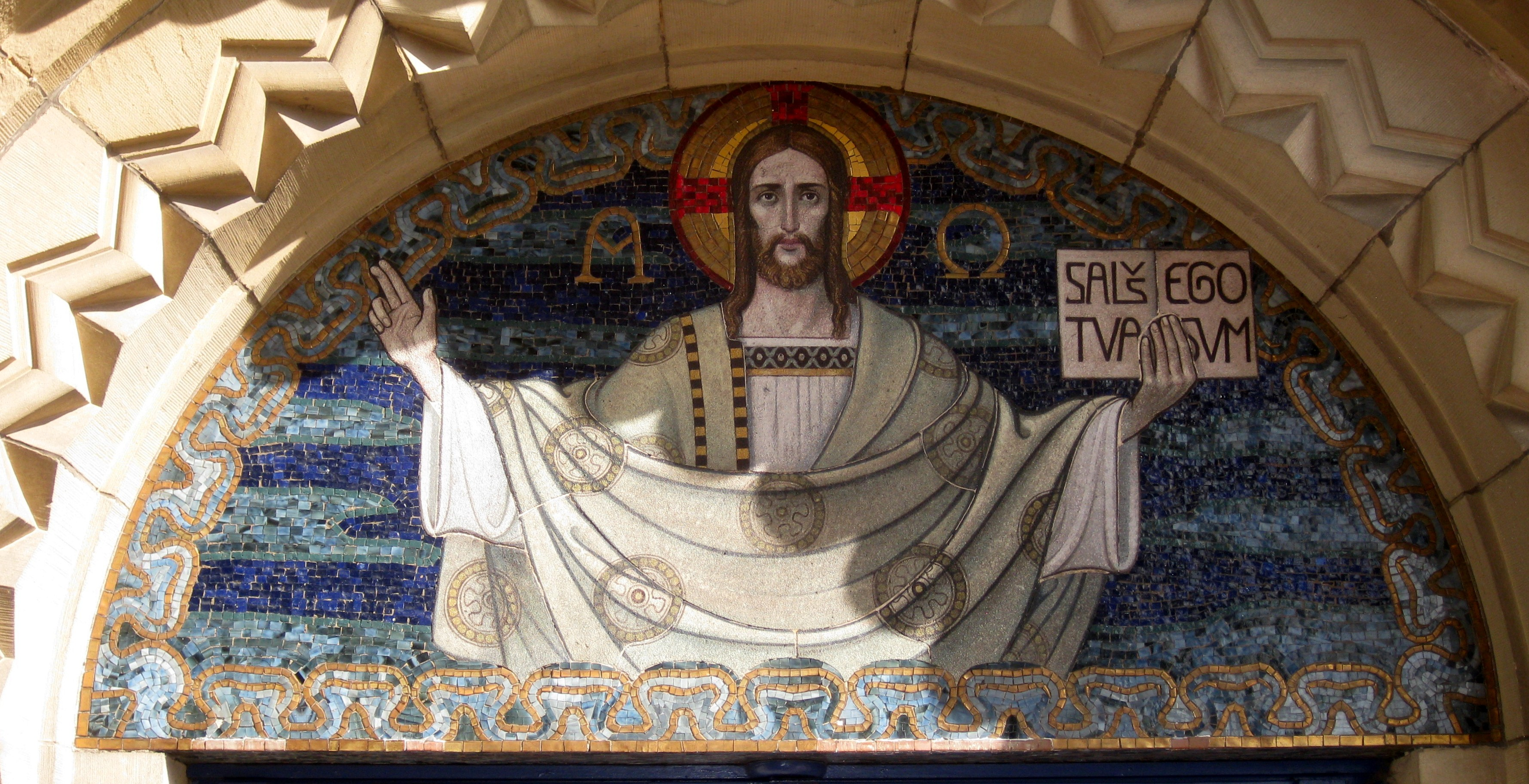
Mosaikbild des Pantokrators (Weltenherrschers) am Eingang der Dionysiuskirche

### Vereine
- Gesangsvereine: Seemanns-Chor Debstedt von 1984 und Singkreis Debstedt
- Heimat- und Museumsverein
- Hundesportverein
- Oldtimerverein
- Schützenverein
- Sportverein TSV Debstedt: Fußball, Badminton, Basketball, Jazzdance, Turnen/Gymnastik, Tischtennis, Volleyball, Wandern
- Dorfjugend[16]

## Persönlichkeiten
Personen, die mit dem Ort in Verbindung stehen
- Dietrich Martin Matthaei (1708–1762), Pastor zu Debstedt, Sohn des evangelisch-lutherischen Geistlichen und Pädagogen Otto Matthaei
- Werner Rodde (1726–1804), Lutherischer Geistlicher und Pädagoge, 1784 bis 1804 Pastor in Debstedt
- Justus Alexander Saxer (1801–1875), lutherischer Theologe und Generalsuperintendent der Generaldiözese Bremen-Verden, er war von 1844 bis 1847 Pastor in Debstedt
- Georg Haccius (1847–1926), Theologe und von 1890 bis 1926 Direktor der Hermannsburger Mission, er war von 1889 bis 1890 Pfarrer in Debstedt
- Jan Bohls (1863–1950), Zoologe, Privatgelehrter, Volkskundler und Heimatforscher, eines seiner Projekte war eine Ausgrabung am Debstedter Galgenberg
- Alfred Sasse (1870–1937), Architekt, er leitete 1913 den Wiederaufbau der Dionysiuskirche in Debstedt
- Eduard Rüther (1871–1941), Historiker und Gymnasiallehrer, er veröffentlichte 1938 die Chronik von Debstedt – Ein Heimatbuch für Dorf, Börde und Kirchspiel Debstedt (Kreis Wesermünde)
- Gerhard van Heukelum (1890–1969), Politiker (SPD), Oberbürgermeister von Bremerhaven und Senator in der Freien Hansestadt Bremen, starb in Debstedt
- Paul Ernst Wilke (1894–1971), Maler des Impressionismus, er lebte u. a. in Debstedt
- Hans Aust (1926–1984), Lehrer und prähistorischer Archäologe, seit 1966 war er als Kreisarchäologe des Landkreises Cuxhaven tätig, erste praktische archäologische Erfahrungen sammelte er 1949 bei der Ausgrabung eines Grabhügels bei Debstedt
- Petra Jäschke (* 1960), Politikerin (SPD), von 2015 bis 2019 Abgeordnete der Bremischen Bürgerschaft, sie war im Internat der Seeparkschule Wesermünde in Debstedt tätig
- Manuela Mahnke (* 1965), Politikerin (SPD), von 2007 bis 2015 Abgeordnete der Bremischen Bürgerschaft und ist seit 2015 Bürgermeisterin der Gemeinde Nottuln, sie war von 2000 bis 2003 als Verwaltungsleiterin bei der DRK-Behindertenhilfe in Debstedt tätig